# Xã Cheyenne, Quận Barton, Kansas
Xã Cheyenne (tiếng Anh: Cheyenne Township) là một xã thuộc quận Barton, tiểu bang Kansas, Hoa Kỳ. Năm 2010, dân số của xã này là 207 người.